# Ethelsville
Ethelsville és una població dels Estats Units a l'estat d'Alabama. Segons el cens del 2000 tenia 81 habitants.

## Demografia
Segons el cens del 2000, Ethelsville tenia 81 habitants, 37 habitatges, i 23 famílies. La densitat de població era de 54,9 habitants/km².
Dels 37 habitatges en un 21,6% hi vivien nens de menys de 18 anys, en un 45,9% hi vivien parelles casades, en un 13,5% dones solteres, i en un 37,8% no eren unitats familiars. En el 29,7% dels habitatges hi vivien persones soles el 10,8% de les quals corresponia a persones de 65 anys o més que vivien soles. El nombre mitjà de persones vivint en cada habitatge era de 2,19 i el nombre mitjà de persones que vivien en cada família era de 2,74.
Per edats la població es repartia de la següent manera: un 16% tenia menys de 18 anys, un 8,6% entre 18 i 24, un 28,4% entre 25 i 44, un 33,3% de 45 a 60 i un 13,6% 65 anys o més.
L'edat mediana era de 43 anys. Per cada 100 dones hi havia 102,5 homes. Per cada 100 dones de 18 o més anys hi havia 112,5 homes.
La renda mediana per habitatge era de 29.375 $ i la renda mediana per família de 43.125 $. Els homes tenien una renda mediana de 24.063 $ mentre que les dones 31.500 $. La renda per capita de la població era de 15.341 $. Aproximadament el 33,3% de les famílies i el 33,9% de la població estaven per davall del llindar de pobresa.

## Poblacions més properes
El següent diagrama mostra les poblacions més properes.